# ホスフィンオキシド

ホスフィンオキシドの一般式。

ホスフィンオキシド (英: phosphine oxide) は、化学式が Cl3P=O で表される塩化ホスホリルのような無機リン化合物や、POR3（R = アルキル基、アリール基）で表される有機リン化合物である。有機ホスフィンオキシドはもっとも安定な有機リン化合物であると考えられ、トリフェニルホスフィンオキシドやトリメチルホスフィンオキシドは450 °C以上でのみ分解する。

## 結合

ホスフィンオキシドの供与結合。

ホスフィンオキシドのリンと酸素の「二重結合」の性質には、長い間論争があった。5価のリンはオクテット則を満たさないが、五フッ化リンやリン酸のように、リンがいずれにしろこれを満たさないことは知られている。現在アミンオキシドを表すのに使われているように、以前は P=O 結合は配位結合として表されてきた。この結合へのリンのd軌道の関与は計算化学によって否定されている。他の理論はイオン結合による解釈 X3P+-O- を支持し、これは P=O 結合の結合長の短さを説明する。分子軌道法では、短い結合長は酸素の孤立電子対が X-P 反結合性軌道 σ* に供与されていることに起因するとした。この非経験的 (ab initio) 計算で支持されている提案は、化学界で意見の一致を得ている。

## 合成
ホスフィンオキシドの大部分は、ウィッティヒ反応の副産物として得られる。
{\displaystyle {\ce {{R3PCR'2}+ R''2CO -> {R3PO}+ R'2C=CR''2}}}
もう一つの一般的な合成ルートは、水酸化ホスホニウムの熱分解である。実験室では、しばしば偶然に3価ホスフィンの酸化によって発生する。
{\displaystyle {\ce {{R3P}+ 1/2 O2 -> R3PO}}}

## 利用
ホスフィンオキシドはウィッティヒ反応の副産物として得られる。類似の反応でこれら自身を使うことができる。メトキシメチル(ジフェニル)ホスフィンオキシドを使って、2段階でベンズアルデヒドをβ-メトキシスチレンに変換する。第1段階で、ホスフィンオキシドはTHFまたはジエチルエーテル中のリチウムジイソプロピルアミドによって−90 °Cで脱プロトン化され、それからアルデヒドを加える。後処理した後、付加体が遊離する。カリウム tert-ブトキシドによって、付加体は室温でスチレンに変化する。付加物は光学異性体やメソ体の混合物として存在し、最終的なスチレンは純粋なE体またはZ体として得られる。